# Víctor Lima
Víctor Lima (né le 22 octobre 1920 à Rio de Janeiro et mort en 1981) est un réalisateur, scénariste et producteur de cinéma brésilien.  
Avec une carrière de 31 ans, il a travaillé dans 32 films de comédie ou pornochanchada impliquant des personnalités telles que Grande Otelo, Oscarito, Chacrinha, Costinha et Annik Malvil. Parmi ses films figurent Os Três Cangaceiros (1961), Os Cosmonautas (1962), 007 1/2 no Carnaval (1966) et Attention, espion brésilien en action ! (1966),.

## Filmographie partielle

### Comme réalisateur
- 1954 : O Rei do Movimento
- 1955 : O Feijão é Nosso
- 1955 : O Grande Pintor
- 1956 : Chico Fumaça
- 1957 : De Pernas pro Ar
- 1957 : Espírito de Porco
- 1957 : Sherlock de Araque
- 1958 : O Noivo da Girafa
- 1958 : Massagista de Madame
- 1958 : É de Chuá!
- 1958 : Pé na Tábua
- 1959 : Mulheres, Cheguei!
- 1960 : Tudo Legal
- 1960 : Pistoleiro Bossa Nova
- 1960 : O Viúvo Alegre
- 1961 : Os Três Cangaceiros
- 1961 : O Homem Que Roubou a Copa do Mundo
- 1962 : Os Cosmonautas
- 1965 : 22-2000 Cidade Aberta
- 1966 : 007 1/2 no Carnaval
- 1966 : Nudista à Força
- 1966 : Paraíba, Vida e Morte de um Bandido
- 1966 : Attention, espion brésilien en action ! (Cuidado, Espião Brasileiro em Ação!)
- 1968 : Papai Trapalhão
- 1968 : As Três Mulheres de Casanova
- 1969 : A um Pulo da Morte
- 1969 : Golias contra o Homem das Bolinhas
- 1971 : Bonga, o Vagabundo
- 1972 : Ali Babá e os Quarenta Ladrões
- 1973 : O Libertino
- 1974 : O Filho do Chefão
- 1976 : Ladrão de Bagdá
- 1976 : Tem Folga na Direção
- 1977 : O Pequeno Polegar contra o Dragão Vermelho
- 1980 : Os Paspalhões em Pinóquio 2000
- 1981 : Crazy - Um Dia Muito Louco (1981)